# Frank Van Laecke
Frank Van Laecke (Gent, 1 februari 1958) is een Vlaams regisseur en scenarist. Hij werkt(e) mee aan televisieseries, theaterstukken, musicals en opera's. 

## Carrière
Frank Van Laecke, omwille van zijn veelzijdigheid in talrijke persverslagen de "duivelskunstenaar" genoemd, bouwde als auteur en regisseur een rijk en internationaal palmares op. Hij behaalde tal van onderscheidingen in binnen- en buitenland.
Naast het schrijven van succesreeksen voor de VRT profileerde Frank zich vooral als regisseur van zowel toneel, opera, musical en groots opgezette theaterspektakels. In 1992 deed hij samen met Rudy De Vos de regie van het openluchttheaterstuk Otwin de Lilare van de hand van Paul de Pessemier 's Gravendries en dat werd opgevoerd voor meer dan zevenduizend toeschouwers in de hovingen van het Slot van Laarne.
Voor de musicalafdeling van het Koninklijk Ballet van Vlaanderen regisseerde hij Hollywood by Night, Je Anne, Jesus Christ Superstar, Jubilee 15, She loves me (4 nominaties bij de John Kraaijkamp Musical Awards) en Jekyll & Hyde: de musical . Samen met Dirk Brossé en Paul Berkenman schreef Frank de musical Sacco & Vanzetti.
In 1998 regisseerde hij Equus voor KNS Antwerpen. Frank Van Laecke was van 1997 tot en met 1999 artistiek directeur van Music Hall.
In 2000 werd Frank Van Laecke benoemd tot Ambassadeur van de Stad Gent.
Op 15 september 2001 ging in Antwerpen Kuifje: De Zonnetempel in wereldpremière, een spectaculaire en avontuurlijke musical die hij samen met Dirk Brossé (muziek) en Seth Gaaikema (songteksten) schreef en regisseerde voor Tabas & Co in coproductie met Moulinsart. De Franstalige voorstelling van Tintin, Le Temple du Soleil (adaptatie Didier Van Cauwelaert) werd door het vaktijdsschrift Télémoustique uitgeroepen tot het beste Franstalige spektakel van 2002.
In 2003 ging zijn creatie The Prince of Africa (muziek Dirk Brossé) in wereldpremière. In het najaar van 2003 volgde Santa, een symfonisch kerstverhaal. De productie stond een jaar later in het Beacon Theatre on Broadway, New York.
In 2004 regisseerde hij Don Pasquale in Alden Biesen en La traviata in Madrid en Barcelona. Voor Theater Taptoe Frank schreef en regisseerde Frank in hetzelfde jaar Semper Vivat, een productie rond Jean Ray Campo Santo (Gent) en een theatermonoloog ter gelegenheid van de hommage aan Romain Deconinck.
In juni 2005 regisseerde hij La traviata in Alden Biesen en in augustus stond de kaskraker Annie op het programma aan het Donkmeer.
Frank tekende voor de artistieke leiding en acteursregie van Booh!, een jeugdserie voor VTM. De serie werd door de vakpers genomineerd als beste tv-programma 2005 en een tweede reeks staat gepland voor november 2007.
Hij regisseerde Dracula, de musical voor Music Hall (10 nominaties Musicalprijzen waarvan 4 verzilverd) en de operette Het Witte Paard voor de Zuiderkroon (4 nominaties Musicalprijzen). Frank Van Laecke zelf werd twee keer genomineerd als beste regisseur voor de Musical Prijzen 2006. Hij won de Vlaamse Musicalprijs 2006 voor zijn regie van Dracula.
Op 15 juli 2006 ging Rembrandt De musical (Stardust productions Nederland) in première in Koninklijk Theater Carré Amsterdam. De musical kreeg vier nominaties waarvan er twee werden verzilverd.
Op 13 september 2006 ging Vanessa Van Durmes monoloog Kijk mama, ik dans (coproductie Swan Lake - Théatre de la Ville Parijs Ð La Rose des vents -Villeneuve d'Ascq) in première in Minard Gent. De voorstelling reisde daarna door Vlaanderen, Nederland en Frankrijk. In september 2006 ging Jouw hand in mijn hand, een theaterstuk rond Anton Tsjechov, in première in Antwerpen. In dezelfde periode speelde Picasso, striptease van een genie, een stuk van Filip Van Luchene, geschreven voor acteur Jef Demedts.
In juni 2007 regisseerde hij de operette Die Fledermaus. Daarna volgde de revival van Kuifje: De Zonnetempel (Rotterdam, Oostende en Antwerpen). Zijn productie Pirates Pirates!, een voorstelling van het Chinees en Russisch staatscircus, reisde doorheen Europa. Voor Festivaria gaf hij West Side Story een hedendaagse facelift (Donkmeer augustus 2007).
In 2008 regisseerde hij voor Studio 100 de musical Daens.
In het najaar 2011 ging Fiddler on the Roof in première. Van Laecke schreef en regisseerde de musical Domino, die in maart 2012 in première ging in de Stadsschouwburg Antwerpen. Zijn bewerking van de film Ben X in regie en naar een scenario van Nic Balthazar werd in september 2012 ook in de Antwerpse Stadsschouwburg gebracht.
In april 2014 ging de spektakelmusical '14-'18 van Studio 100 in première. Frank van Laecke regisseerde de musical en tekende samen met Allard Blom ook voor het script. De muziek was van Dirk Brossé. In 2018 volgde de musical '40-'45, het vervolg op '14-'18, handelend over de Tweede Wereldoorlog.
Op 14 februari 2015 ging de musical Kadanza geregisseerd door Frank Van Laecke in première in het Plopsa Theater in De Panne. Het is een musical van Ketnet en Studio 100 met de grootste hits van tien jaar Junior Eurosong. De musical werd verlengd met extra shows in de zomer in het Kursaal Oostende. Voordien was hij te zien in De Panne, Antwerpen, Gent en Hasselt.

### Politieke inzet
In 2012 kwam Van Laecke ook in Berlare op voor Open Vld bij de gemeenteraadsverkiezingen.

## Scenarist
Frank Van Laecke werkte als schrijver mee aan de volgende televisieseries / films:
- Suprise Weekend (1991)
- F.C. De Kampioenen (1990-1995)
- Samson & Gert Kertshows (1995-1998, 1999-2001)
- Booh! (2005)
- Firmin (2007) - film